# Rynek 3 (Lublin)

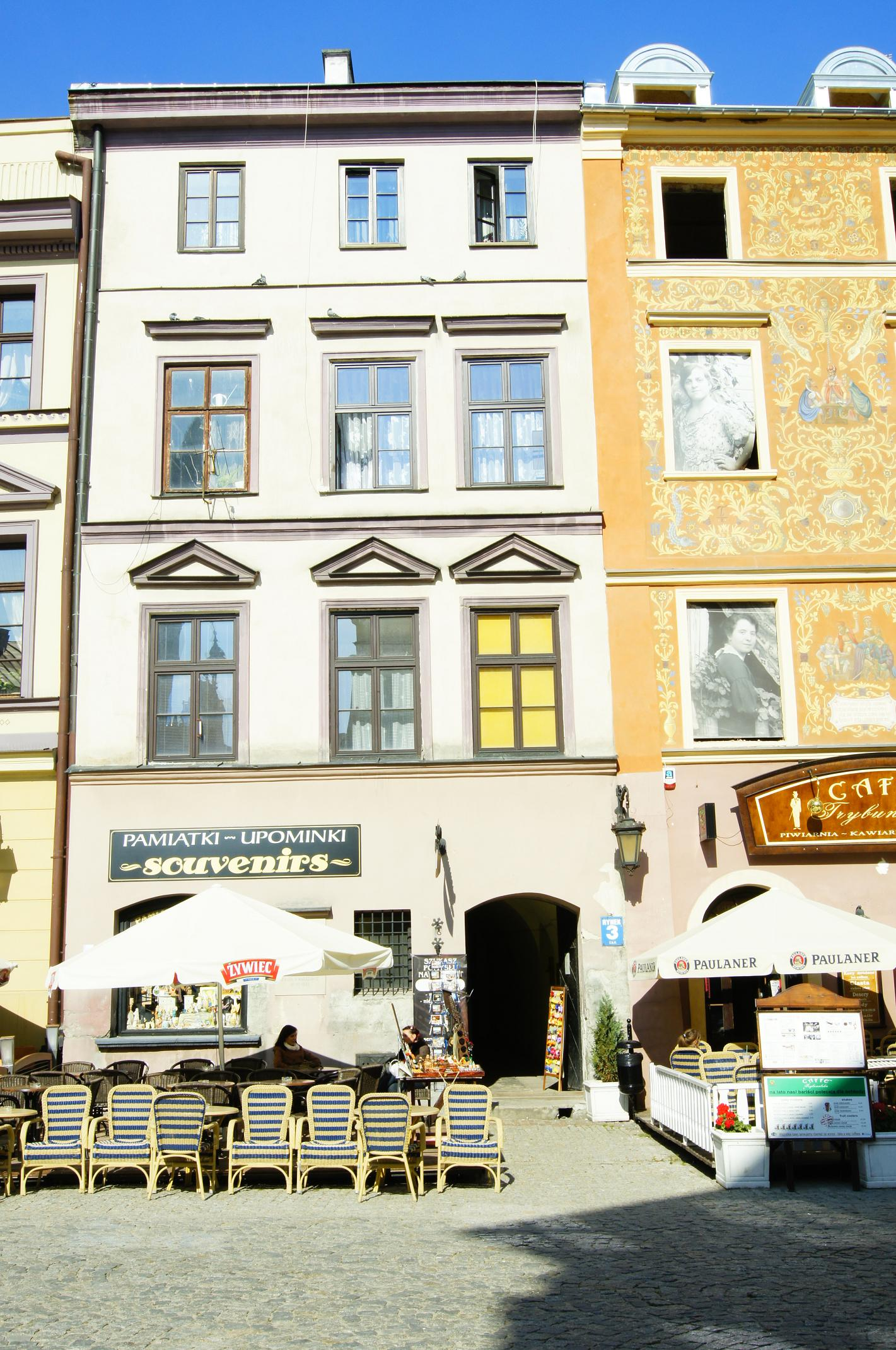
Gebäude bei Rynek 3 in Lublin

Das Gebäude an der Adresse Rynek 3 befindet sich in der historischen Altstadt von Lublin in Polen, genauer: am Marktplatz. Es ist das Geburtshaus des Theaterschauspielers und Gründer des Staatlichen Theaterinstituts Aleksander Zelwerowicz (* 1877; † 1955).

## Geschichte
Von der Mitte des 16. Jahrhunderts an befand sich das Gebäude im Besitz der Glockengießerfamilie Stanfusor. Aleksy Stanfusor goss die Glocke für das Krakauer Tor. Nach einem Feuer im Jahr 1575 war eine grundlegende Renovierung des Gebäudes notwendig. Im 17. Jahrhundert verfügte das Gebäude über zwei Geschosse sowie ein Dachgeschoss. Das Dachgeschoss wurde 1875 in ein drittes Obergeschoss umgewandelt. Am 14. August 1877 wurde hier Aleksander Zelwerowicz geboren. An ihn erinnert eine Gedenktafel an der Fassade des Hauses. Jan Wodyński schuf 1938 Sgraffito Dekorationen unterhalb der Fenster im dritten Geschoss. Die Blumenmuster wurden 1954 mit Verputz überdeckt.